# تانا تراجا
تانا تراجا (به لاتین: Tana Toraja Regency) یک شهرستان در اندونزی است که در سولاوسی جنوبی واقع شده‌است.

## خصوصیات
تانا تراجا ۲٬۰۵۴٫۳۰ کیلومترمربع مساحت و ۲۲۱٬۷۹۵ نفر جمعیت دارد.